# Dicerura formosa
Dicerura formosa är en tvåvingeart som beskrevs av Boris Mamaev 1998. Dicerura formosa ingår i släktet Dicerura och familjen gallmyggor. Inga underarter finns listade i Catalogue of Life.